# George Robert Carruthers
George Robert Carruthers (Cincinnati, 1 de outubro de 1939 - Washington, D.C., 26 de dezembro de 2020) foi um físico e cientista espacial estadunidense de ascendência africana.
George Robert Carruthers nasceu em Cincinnati e cresceu em South Side, Chicago. Seu pai foi um engenheiro civil e sua mãe dona de casa. A família estava estabelecida em Milford (Ohio) até a morte súbita de seu pai, tendo então sua mãe retornado a Chicago.
Carruthers morreu de insuficiência cardíaca congestiva em 26 de dezembro de 2020 em Washington DC 

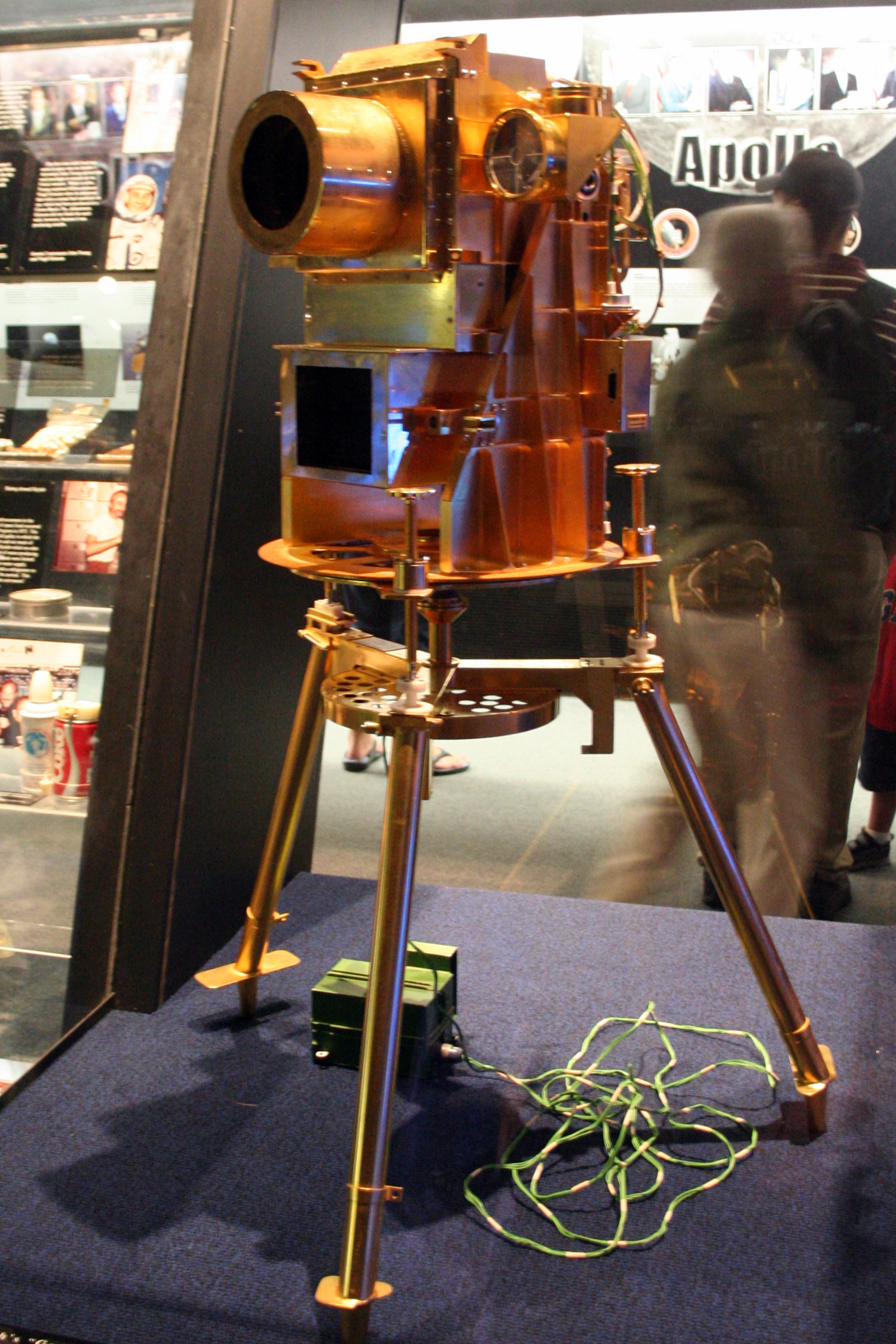
Câmara telescópica UV desenvolvida por Carruthers em exposição no Museu Nacional do Ar e Espaço

## Condecorações
- Prêmio Arthur S. Flemming (Washington Jaycees), 1970
- Exceptional Achievement Scientific Award Medal NASA 1972
- Warner Prize da American Astronomical Society
- fellow da Fundação Nacional da Ciência
- Honorary Doctor of Engineering, Michigan Technological University
- Medalha Nacional de Tecnologia e Inovação 2011